# Boukéo-Lobi
Ne doit pas être confondu avec Boukéo-Birifor.
Boukéo-Lobi est une localité située dans le département de Gaoua de la province du Poni dans la région Sud-Ouest au Burkina Faso.

## Santé et éducation
Le centre de soins le plus proche de Boukéo-Lobi est le centre hospitalier régional (CHR) provincial à Gaoua.